# フレディ松川
フレディ 松川（ふれでぃ まつかわ、1946年（昭和21年）11月12日 - ）は、日本の医師。医療評論家。本名、松川フレディ。

## 人物
京都市生まれ。外国人の父親と日本人の母親の間に生まれる。1972年（昭和47年）、日本医科大学卒業後、日本医科大学第三内科学教室入局。消化器中心に一般内科学専攻。昭和53年、消化器内視鏡に関する研究にて医学博士となる。その後第一期内視鏡認定医となる。1980年（昭和55年）より湘南長寿園病院に勤務。翌年、同病院院長に就任。老人内科専門病院をめざす。
内科学会会員、消化器病学会会員、消化器内視鏡学会会員、老人の専門医療を考える会会員、老人ホーム湘南長寿園嘱託医。

## 著書
- 「今からわかるボケる人ボケない人」 はまの出版
- 「医者が教える人間ドック検査表の読み方」 はまの出版
- 「医学通におくる危険な話」 はまの出版